# Iwan Objedkow
Iwan Faddiejewicz Objedkow (ros. Иван Фаддеевич Объедков, ur. 22 czerwca 1913 we wsi Kanajewka w  obwodzie saratowskim, zm. 17 sierpnia 1992) – radziecki działacz państwowy i partyjny.

## Życiorys
W 1932 ukończył Pugaczowski Instytut Rolniczy, później Gorkowski Instytut Rolniczy, od 1932 pracował jako agronom w stanicy maszynowo-traktorowej, 1935-1937 służył w Armii Czerwonej. W latach 1937–1939 był agronomem w rejonowym oddziale rolniczym w obwodzie saratowskim, 1939-1941 agronomem-inspektorem w Gorkowskim Obwodowym Zarządzie Gospodarki Rolnej i dyrektorem stanicy maszynowo-traktorowej w obwodzie gorkowskim (obecnie obwód niżnonowogrodzki), 1941-1946 ponownie służył w Armii Czerwonej. Od 1946 należał do WKP(b), 1946-1954 był głównym agronomem, szefem wydziału zbożowego i I zastępcą szefa Gorkowskiego Obwodowego Zarządu Gospodarki Rolnej, 1954-1957 kierował Arzamaskim Obwodowym Zarządem Gospodarki Rolnej. Od 1957 do lipca 1959 był instruktorem Wydziału Organów Partyjnych KC KPZR ds. RFSRR, od lipca 1959 do grudnia 1962 przewodniczącym Komitetu Wykonawczego Kirowskiej Rady Obwodowej, a od grudnia 1962 do lutego 1964 przewodniczącym Komitetu Wykonawczego Kirowskiej Wiejskiej Rady Obwodowej, następnie przeszedł na emeryturę. Został odznaczony Orderem Czerwonego Sztandaru Pracy, otrzymał Złoty Medal Wystawy Osiągnięć Gospodarki Narodowej ZSRR.